# Santa-Maria-Figaniella
Santa-Maria-Figaniella (korsisch Santa Maria di Vighjanu oder Santa Maria è Figaniedda; italienisch Santa Maria-Figaniella) ist eine französische Gemeinde mit 83 Einwohnern (Stand: 1. Januar 2022) im  Département Corse-du-Sud auf der Mittelmeerinsel Korsika. Sie gehört zum Arrondissement Sartène und zum Kanton Sartenais-Valinco.

## Geografie
Das Siedlungsgebiet liegt auf 452 Metern über dem Meeresspiegel. Nachbargemeinden sind Petreto-Bicchisano im Nordwesten, Moca-Croce im Norden, Cargiaca im Nordosten, Loreto-di-Tallano im Südosten, Fozzano im Süden und Olmeto im Westen.

## Bevölkerungsentwicklung
| Jahr      | 1962 | 1968 | 1975 | 1982 | 1990 | 1999 | 2008 | 2012 | 2020 |
| --------- | ---- | ---- | ---- | ---- | ---- | ---- | ---- | ---- | ---- |
| Einwohner | 125  | 110  | 89   | 70   | 58   | 72   | 82   | 80   | 102  |

## Sehenswürdigkeiten

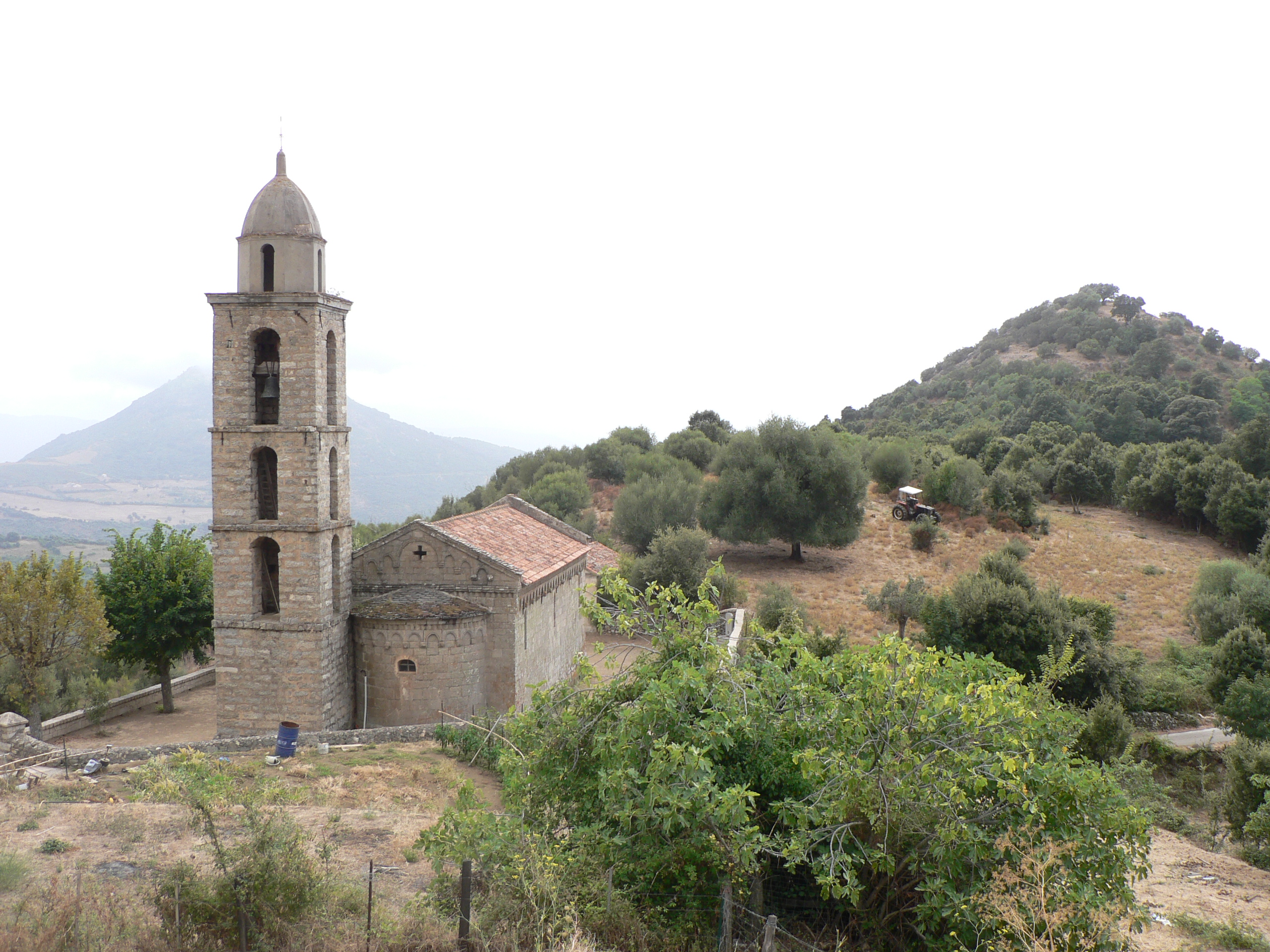
Kirche Santa Maria Assunta

- Romanische Kirche Santa Maria Assunta aus dem 12. Jahrhundert, seit 1927 als Monument historique klassifiziert